# Dendronephthya dollfusi
Dendronephthya dollfusi is een zachte koraalsoort uit de familie Nephtheidae. De koraalsoort komt uit het geslacht Dendronephthya. Dendronephthya dollfusi werd in 1962 voor het eerst wetenschappelijk beschreven door Tixier-Durivault & Prevor. 